# Cantó de Le Prêcheur

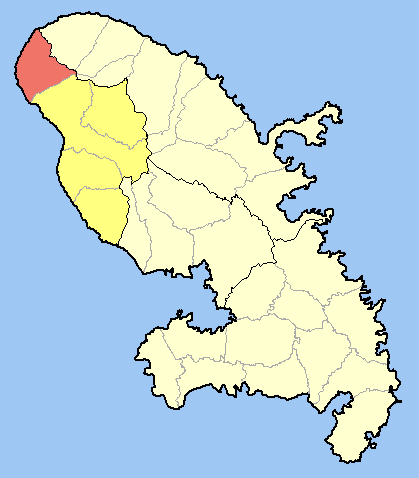
Situació del cantó a l'illa de Martinica.

El cantó de Le Prêcheur és una divisió administrativa francesa situat al departament de Martinica a la regió de Martinica.

## Composició
El cantó comprèn la comuna de Le Prêcheur.

## Demografia
|  | 2.613 | 2.284 | 2.005 | 2.050 | 1.844 | 1.717 |  |  |  |  |  |  |  |  |  |  |
|  |       |       |       |       |       |       |  |  |  |  |  |  |  |  |  |  |

## Administració
| Període                                  | Identitat        | Partit  | Qualitat |
| ---------------------------------------- | ---------------- | ------- | -------- |
| 2004-2014                                | Marcellin Nadeau | MODEMAS |          |
| Les dades anteriors no són pas conegudes |                  |         |          |